# Vasikkasaari (ö i Finland, Norra Savolax, Norra Savolax, lat 63,71, long 27,99)
Vasikkasaari är en ö i Finland. Den ligger i sjön Haajaistenjärvi och i kommunen Sonkajärvi i den ekonomiska regionen  Övre Savolax ekonomiska region  och landskapet Norra Savolax, i den centrala delen av landet, 400 km norr om huvudstaden Helsingfors. Öns area är 0,1 hektar och dess största längd är 60 meter i nord-sydlig riktning.